# Camaragibe
Camaragibe är en stad och kommun i nordöstra Brasilien och ligger i delstaten Pernambuco. Den är belägen strax väster om Recife och är en del av dess storstadsområde. Camaragibe blev en egen kommun den 13 maj 1982, från att tidigare varit en del av São Lourenço da Mata.

## Befolkningsutveckling
| Område     | Areal (km²) | Invånarantal 1 augusti 2000 | Invånarantal 1 augusti 2010 | Invånarantal 1 juli 2014 |
| ---------- | ----------- | --------------------------- | --------------------------- | ------------------------ |
| Camaragibe | 51,26       | 128 702                     | 144 466                     | 152 840                  |